# La Chapelle (Seine)
La Chapelle je bývalá obec v bývalém departementu Seine. Vznikla v roce 1790 a v roce 1860 byla její větší část připojena k Paříži.

## Poloha
Území bývalé obce vymezují ulice Rue des Poissonniers, která ji na západě oddělovala od Montmartru, Rue d'Aubervilliers, která ji na východě oddělovala od obce La Villette, na severu je kvůli rozvoji železnice hranice Saint-Denis a Aubervilliers dnes již nejasná a na jihu sousedila přes Boulevard de la Chapelle s Paříží.

## Název
Název kaple je pravděpodobně odvozen od malé modlitebny zasvěcené svatému Divišovi vystavěné v 5. století. Území patřilo do panství kláštera Saint-Denis, takže vesnice získala název Chapelle Saint-Denis. V roce 1794 byla přejmenována na Chapelle-Franciade a později na La Chapelle.

## Historie
Vesnice vznikla mezi kopci Montmartre a Belleville při staré římské cestě na místě dnešních ulic Rue Marx-Dormoy a Rue de la Chapelleg. Rozvoj vesnice přineslo založení kláštera Saint-Denis, který se stal královským pohřebištěm. Ve 13. století byl postaven na místě staré dřevěné kaple kostel sv. Diviše a vznikla zde farnost. Obec se nazývala La Chapelle Saint-Denis. Během obléhání Paříže v roce 1429 ve vesnici rozložila svůj tábor Johanka z Arku. Až do Francouzské revoluce byla vesnice La Chapelle spojena s panstvím kláštera Saint-Denis.
Vesnice byla značně poškozena během bitvy o Paříž v roce 1814, kdy se zde usídlilo mnoho vojáků. V letech 1841–1844 byla Paříž obehnána novými hradbami. Tím byla obec La Chapelle rozdělena.

### Rozdělení La Chapelle
Rozvoj Paříže za prefekta Haussmanna vedlo k rozhodnutí posunout hranice města. Obec byla následně od roku 1860 rozdělena mezi:
- Paříž (většina území, stala se součástí 18. obvodu, jako čtvrtě Goutte-d'Or a Chapelle)
- Saint-Denis
- Aubervilliers
- Saint-Ouen (malá část podél železnice, která byla ve 20. století připojena k Saint-Denis)

Po zrušení Thiersových hradeb v roce 1919 byla zone non aedificandi připojena 27. července 1930 k Paříži a posléze na ní vznikl boulevard périphérique.

### Pamětihodnosti
- kostel Saint-Denys de la Chapelle
- kostel Saint-Bernard de la Chapelle
- Croix de l'Évangile